# 도원교통 (경기)
도원교통(道源交通)은 경기도 부천시의 시내버스 운송 업체이고 본사는 경기도 부천시 봉오대로556번길 26 (성곡동)에 있다.

## 역사
1990년대 초반 성민버스(聖民―)라는 상호로 설립되었고, 2004년 초 무렵 선진네트웍스에서 청우운수로 매각되면서 사명을 성민버스에서 도원교통으로 변경하였다. 계열사로는 인천광역시의 시내버스 회사인 청룡교통, 천지교통, 서울특별시 전환시내업체인 원버스, 부천시 관내 시내버스 회사인 청우운수 등이 있다. 또한 12-1번 노선을 제외한 전 노선이 부천시계를 벗어나서 운행하고 있으며, 시흥교통 12번, 소신여객 3번, 71번 노선을 제외한 대부분의 부천시 ~ 김포국제공항행 노선을 독점하고있다.
도원(桃源)이라는 회사명은 부천시의 별칭인 '복사골'을 한자로 표기한 것으로서, 서울의 도원교통(道原交通) 과는 전혀 무관하다. 2017년 현재 총 3개의 도시형버스 노선과 총 78대의 차량들을 운영하고 있다. 또한 모든 노선이 일반버스 및 저상버스를 운행한다.

## 현황
2021년 1월 기준이다.
| 운행업체 | 보유 노선수 | 보유 노선수 | 보유 노선수 | 보유 노선수 | 보유 노선수 | 등록 대수 | 등록 대수 | 등록 대수 | 등록 대수 | 등록 대수 |
| -------- | ----------- | ----------- | ----------- | ----------- | ----------- | --------- | --------- | --------- | --------- | --------- |
| 운행업체 | 노선 합계   | 광역급행    | 직행좌석    | 일반좌석    | 시내일반    | 대수 합계 | 광역급행  | 직행좌석  | 일반좌석  | 시내일반  |
| 도원교통 | 3           | -           | -           | -           | 3           | 78        | -         | -         | -         | 78        |

## 운행노선

### 도시형버스
- ● 12-1번: 대장동 - OBS경인TV - 부천우편집중국 - 내촌고가자도 - 약대오거리 - 부천교육지원청 - 덕유마을- 부천시청역/현대백화점 중동점 / 이마트 중동점- 꿈동산마을, 사랑마을 - 송내역 - 중동역 - 부천공업고등학교 - 부천소사경찰서 - 자유시장- 부천역 남부광장 - 소사삼거리 - 대보시장 - 소사고등학교 - 소사주공아파트 - 괴안동사거리 (이 노선은 소신여객에서 양도받은 노선이다.)
- ● 50번: 송내역 남부 - 중동역 - 팰리스카운티/부천서초교입구 - 부천시민회관 - 부천역 - 대성병원 - 원미어울마당 - 춘의역 - 페어차일드반도체 - 도당사거리 - 복지아파트 - 여월중학교 - 성곡동행정복지센터 - 원종사거리 - 오정초등학교 - 오쇠동 - 김포국제공항 - 고강공영차고지( 소신여객 550번 좌석버스)
- ● 50-1번:부천시청역/현대백화점 중동점 / 이마트 중동점- - 상동역, 홈플러스 상동점 /세이브존 부천상동점 - 라일락마을 - 다정한마을 - 부천체육관 - 신흥시장 - 신흥동주민센터 - 도당사거리 - 원종사거리 - 고강사거리 - 김포국제공항 - 고강공영차고지 (2018년 9월 15일부터 노선 단축)

## 보유 차량

#### 자일대우버스
- 자일대우 NEW BS106
- 자일대우 NEW BS110

#### 현대자동차
- 현대 저상 뉴 슈퍼 에어로시티
- 현대 일렉시티

#### 비야디 자동차
- BYD eBus-11